# Asociación Deportiva Ceuta
L'Asociación Deportiva Ceuta è una società calcistica con sede nella città autonoma di Ceuta, in Spagna. Milita in Segunda División, la seconda serie del campionato spagnolo.

## Club precedenti
- Agrupación Deportiva Ceuta — (1972–1991)
- AD Ceutí Atlético – (1996–1997)
- Asociación Deportiva Ceuta – (1997–)

## Tornei nazionali
- 1ª División: 0 stagioni
- 2ª División: 0 stagioni
- 2ª División B: 13 stagioni
- 3ª División: 2 stagioni

## Stagioni
| Stagione | Categoria | Posizione |
| -------- | --------- | --------- |
| 1996/97  | 3ª        | 1°        |
| 1997/98  | 3ª        | 1°        |
| 1998/99  | 2ªB       | 7°        |
| 1999/00  | 2ªB       | 2°        |
| 2000/01  | 2ªB       | 4°        |
| 2001/02  | 2ªB       | 2°        |
| 2002/03  | 2ªB       | 7°        |

| Stagione | Categoria | Posizione |
| -------- | --------- | --------- |
| 2003/04  | 2ªB       | 6°        |
| 2004/05  | 2ªB       | 3°        |
| 2005/06  | 2ªB       | 10°       |
| 2006/07  | 2ªB       | 11°       |
| 2007/08  | 2ªB       | 3°        |
| 2008/09  | 2ªB       | 7°        |
| 2009/10  | 2ªB       | 5°        |
| 2010/11  | 2ªB       | 6°        |
| 2011/12  | 2ªB       | 14°       |

## Rosa 2025-2026
| N. |                    | Ruolo | Calciatore         |
| -- | ------------------ | ----- | ------------------ |
| 1  | Spagna (bandiera)  | P     | Pedro López        |
| 2  | Spagna (bandiera)  | D     | Fran Rodríguez     |
| 3  | Spagna (bandiera)  | C     | Cristian Rodríguez |
| 4  | Spagna (bandiera)  | C     | Albert Caparrós    |
| 5  | Spagna (bandiera)  | C     | Lolo González      |
| 6  | Nigeria (bandiera) | D     | Saturday Erimuya   |
| 7  | Spagna (bandiera)  | C     | Aisar Ahmed        |
| 8  | Spagna (bandiera)  | C     | Alejandro Meléndez |
| 9  | Spagna (bandiera)  | A     | Rodri Ríos         |
| 11 | Spagna (bandiera)  | A     | Pablo García       |
| 12 | Nigeria (bandiera) | C     | Chrisantus Uche    |
| 14 | Spagna (bandiera)  | C     | Julio Iglesias     |
| 15 | Spagna (bandiera)  | C     | Carlos Doncel      |

| N. |                     | Ruolo | Calciatore        |
| -- | ------------------- | ----- | ----------------- |
| 16 | Spagna (bandiera)   | D     | Carlos Redruello  |
| 17 | Spagna (bandiera)   | C     | Adri Cuevas       |
| 18 | Spagna (bandiera)   | C     | Manu Rico         |
| 19 | Spagna (bandiera)   | A     | Dani Romera       |
| 20 | Italia (bandiera)   | D     | Fabrizio Danese   |
| 21 | Spagna (bandiera)   | C     | Jota López        |
| 22 | Spagna (bandiera)   | C     | Cédric Teguía     |
| 23 | Spagna (bandiera)   | C     | Ñito González     |
| 24 | Slovenia (bandiera) | P     | Tomaž Stopajnik   |
| 25 | Spagna (bandiera)   | D     | Alain García      |
| 30 | Francia (bandiera)  | A     | Sofiane El Ftouhi |
|    | Marocco (bandiera)  | C     | Anuar             |

## Palmarès

### Competizioni nazionali
- Tercera División: 2

1996-1997, 1997-1998
- Primera Federación: 1

2024-2025

### Altri piazzamenti
- Segunda División B:

Secondo posto: 1979-1980 (gruppo II), 1988-1989 (gruppo IV), 1999-2000 (gruppo IV), 2001-2002 (gruppo IV)
Terzo posto: 1977-1978 (gruppo II), 1978-1979 (gruppo II), 1985-1986 (gruppo II), 2004-2005 (gruppo IV), 2007-2008 (gruppo IV)
- Copa Federación de España:

Semifinalista: 2011-2012